# Posología
La posología es la rama de la Farmacología que estudia el intervalo de tiempo en el que se administra un medicamento.
- Conocer la dosis/kg de peso del principio activo o sal activa.
- Agente etiológico.
- Causas de enfermedad.
- Diagnóstico preciso, de preferencia con pruebas de laboratorio que lo confirmen.
- Peso del paciente.
- Estado fisiológico: edad, sexo, especie (humanos, perros, gatos, bovinos, etc.).
- Conocer a la perfección el sistema de unidades que se use en la región.(Sistema Internacional de Unidades, Imperial, etc.).
- Saber el tipo de solución que se administrará. Recordemos que la mayoría de los medicamentos comerciales vienen en estado de solución, ya sea de tipo:

- peso/peso. Por ejemplo: un comprimido, cápsula o comprimidos en general
- peso/volumen. Por ejemplo, una solución inyectable de penicilina sódica, la cual es un sólido (penicilina) disuelto en su solvente líquido. 
- volumen/volumen. Por ejemplo, los gases anestésicos como el sevoflurano que se disuelve en oxígeno. 
Existen otros tipos de soluciones, las cuales debemos adaptar a nuestro sistema de medición. El sistema más estandarizado es el Sistema Internacional de Unidades. Sabemos que si al agua le incorporamos algún soluto, pesará más. Sin embargo en posología esto está ya determinado, por lo que no hay que hacer ningún ajuste.

## Dosificación
La forma de dosificar un medicamento es la siguiente:
- Conociendo el peso del individuo y la dosis del principio activo, obtenemos la cantidad de sal activa necesaria para el paciente. Por ejemplo:

La dosis de un agente antibiótico H es de 10 mg / kg de peso. Esto indica que para 1 kg de peso se administran 10 mg de la sal activa. Para administrarlo a un paciente necesitamos saber su peso corporal. Por ejemplo, un individuo que pesa 50 kg necesitará 500 mg en total de ese principio activo.
Ahora:
Si es una solución inyectable debemos calcular la cantidad del medicamento comercial ya fabricado, es decir, principio activo más diluyente o vehículo. Para ello requerimos la concentración de esta solución, la cual estará referida en la fórmula del frasco comercial.
Ejemplo: el medicamento comercial que contiene el antibiótico H está fabricado con una concentración de 5 % del principio activo.
Esto indica que hay 5 g de principio activo por cada 100 ml del producto comercial.
Para hacer el cálculo final, es decir, para saber la cantidad de producto comercial que debemos administrar que contenga 500 mg de la sal activa que requiere el paciente, tenemos que hacer una regla de tres:
Si 5 gramos están en 100 ml del producto comercial en cuantos ml estarán 500 mg.

5 g es a 100 ml 

500 mg es a X
Primero hay que convertir los gramos a miligramos para poder hacer el cálculo. Recordemos que las reglas de tres deben ser entre factores similares, es decir, hablar de miligramos siempre o de gramos, para este caso.
5000 mg es a 100 ml

500 mg es a X
Se multiplica: 500 por 100 y el resultado de divide entre 5.000. El resultado de esto es 10 ml (se anulan las unidades iguales, es decir, los mg)
Entonces del preparado comercial se le administrarán al paciente 10 ml, que se sacarán del frasco con una jeringa hipodérmica.